# Transfariana
Pour plus de détails, voir Fiche technique et Distribution.
Transfariana est un film documentaire franco-colombien de 153 min réalisé par Joris Lachaise en 2023. Le film a été présenté en première mondiale à la Berlinale le 19 février 2023 dans la section Panorama, et diffusé sur Arte dans une version de 100 min intitulée Transfariana: un monstruo Grande.

## Synopsis
À la Picota, prison de haute-sécurité au sud de Bogotá, le mariage d’un guérillero des FARC avec une femme trans ex-travailleuse du sexe condamnée à perpétuité a d’abord provoqué le scandale, puis une transformation des mentalités. Partant du récit de ces noces rebelles, le film décrit la rencontre entre deux formes de combat, deux modèles de lutte qui se transforment en s’interpénétrant. FARC et LGBTI même combat ? Entre univers carcéral, vie urbaine à Bogotá, et campagne colombienne, la caméra guette les signes des mouvements discrets qui président aux changements d’une société.

## Fiche technique[2]
- Titre original : Transfariana
- Réalisation : Joris Lachaise
- Assistante de réalisation : Julia Rostagni
- Scénario : Joris Lachaise
- Musique : Bertrand Wolff
- Son : Julia Rostagni, Gil Savoy
- Montage : Jeremy Gravayat, Anna Roussillon, Joris Lachaise
- Production : Raphaèle Dumas, Line Peyron, Guillermo Quintero, Anahi Farfan
- Sociétés de production : MUJO PRODUCTION; ROMEO ; FUEGA CINE
- Pays de production :  France  Colombie
- Format : couleur
- Durée : 153 minutes
- Langue originale : espagnol sous-titré en français
- Dates de sortie : 
  - Allemagne : 19 février 2023 (Berlinale)
  - France : 28 août 2023 (sur Arte)
  - Colombie : 12 octobre 2023

## Distribution[3]
- Laura Katalina Zamora
- Jaison Murillo
- Daniela “Lulu“ Maldonado
- Máximo Castellanos Peña
- Yurani Muñoz Ríos

## Production et financements
Le film a été produit par Line Peyron et Raphaële Dumas de la société française Mujo et Guillermo Quintero de la société de production colombienne Romeo. Le soutien financier est venu du CNC (Centre National du Cinéma et de l'Image Animée), de la Région Sud (Provence-Alpes-Côte d'Azur), de Proimagines Colombia, et des préachats de la plateforme Tënk et de La Lucarne d'Arte.

## Distinctions

### Récompenses
- Festival Visions du réel, Prix work in progress 2021
- Festival international Jean-Rouch, Paris – Grand Prix Nanook Jean-Rouch et le prix Sélection Images en Bibliothèques[5]2023
- Festival de Lima, Pérou – Prix GIO du meilleur long métrage LGBT+[6]2023
- Festival de San Sebastian, Espagne – XIe Prix Sebastiane Latino[7] 2023
- Chéries Chéris Paris, France – Prix Libertés Chéries[8]2023
- Festival del Nuevo Cine Latinoamericano, La Havane, Cuba  – Prix ARRECIFE 2023
- HFFNY, New-York, USA – Meilleur Documentaire 2024
- Festival de Cine LGTBI del Centro Niemeyer, Avilès, Espagne – Prix du Public 2024
- Zinegoak, Bilbao, Espagne – Mention spéciale au Prix du meilleur long-métrage documentaire
- Llámale H, Montevideo, Uruguay – Meilleur Documentaire 2024
- Etoile de la SCAM 2024

### Sélection
- Berlin International Film Festival, Panorama – Teddy Award nominated
- États généraux du documentaire, Lussas, France
- Festival de cinéma de Douarnenez, France
- Festival International de Cine de Buenos Aires, Argentine
- Fringe! Queer Film & Arts Fest, Londres, Royaume Uni
- Queer Lisboa, Lisbonne, Portugal
- Actoral, Marseille, France
- Panorama du cinéma colombien, Paris, France
- Festival International du Film de Bogota (BIFF), Colombie
- Queer Porto, Portugal
- Corsica Doc à Ajaccio, Corse
- Festival International du Film de Sao Paulo, Brésil
- Pour la suite du monde, Lyon, France
- Les Gai Cinemad de Madrid, Espagne
- Queersicht LGBTIAQ+ Film Festival de Berne, Suisse
- Loop Barcelona, Espagne
- Filmar en América Latina Genève, Suisse
- Traces de vies, Clermont Ferrand, France
- Filmer le Travail, Poitiers, France
- Numéro Zéro, Forcalquier, France
- Pink Life Queer Fest, Ankara, Turquie (Festival annulé)
- ALT* Festival de Cine LGBT, Mexico
- San Diego Latino Film Festival, San Diego, USA